# 8x8
A 8x8, Inc. (anteriormente IIT) é uma provedora estadunidense de produtos de Voz sobre IP. Seus produtos incluem voz baseada em nuvem, contact center, vídeo, comunicações móveis e unificadas para empresas. Desde 2018, a 8x8 gerencia a Jitsi.

## Histórico
A empresa foi fundada em 1987 por Chi-Shin Wang e Y. W. Sing, ex-funcionários da Weitek, como Integrated Information Technology, Inc., ou IIT. O nome foi alterado em meados da década de 1990. Segundo a empresa, a IIT começou como projetista de circuitos integrados. A empresa produziu coprocessadores matemáticos para microprocessadores x86, bem como placas aceleradoras gráficas para o mercado de computadores pessoais no final da década de 1980. Posteriormente, mudou seu nome para 8x8 e começou a produzir produtos para o mercado de videoconferência.